# Кюльвяянсаарі
Кюльвяянса́рі (рос. Кюльвяянсари, фін. Külväyansaari) — невеликий острів у Ладозькому озері. Належить до групи Західних Ладозьких шхер. Територіально належить до Лахденпохського району Карелії, Росія.
Має неправильну округлу форму діаметром 2,2 км.
Острів розташований в Якімварській затоці, утворюючи її північний край. На сході вузькою протокою відокремлений від острова Хепасалонсарі. Береги порізані, утворюючи багато заток. В центрі острова міститься озеро, що стікає струмком на захід. Вкритий лісами.